# 1854
Évszázadok: 18. század – 19. század – 20. század
Évtizedek: 1800-as évek – 1810-es évek – 1820-as évek – 1830-as évek – 1840-es évek – 1850-es évek – 1860-as évek – 1870-es évek – 1880-as évek – 1890-es évek – 1900-as évek
Évek: 1849 – 1850 – 1851 – 1852 –  1853 – 1854 – 1855 – 1856 – 1857 – 1858 – 1859

## Események

### Határozott dátumú események
- január 1. – 
  - Hannover belép a Német Vámunióba.[1]
  - Megjelenik a Pester Lloyd.
- január 10. – William Walker bejelenti a Sonorai Köztársaság megalakulását és egyesítését az Alsó-Kaliforniai Köztársasággal. Az államok három hónapig állnak fenn.
- március 10. – Marosvásárhelyen kivégzik a Makk-féle összeesküvés vezetőit.[2]
- március 27. Franciaország és Nagy-Britannia hadat üzen Oroszországnak.[3]
- március 31. – A japánok Matthew C. Perry amerikai tengerésztiszt nyomására megkötik a kanagavai egyezményt.[4]
- április 24. – Ferenc József – kevesebb mint nyolc hónapnyi, felkészüléssel telt jegyességét követően – az Ágoston-rendiek bécsi templomában (Augustinerkirche) feleségül veszi az alig több mint 16 éves Wittelsbach Erzsébet bajor hercegnőt.[5]
- május 29. – A Bors-partra telepített amerikai fekete rabszolgák megalapítják a Marylandi Köztársaságot Harper városában.
- augusztus 8. – Brennbichl községben, az Inn folyó hídjának közelében kocsibaleset szenved II. Frigyes Ágost szász király. (A fejsérülést szenvedett 57 éves királyt a közeli Neuner fogadóba szállították, ahol másnap meghalt.)
- augusztus 9. – Bátyja halála után János foglalja el a szász királyi trónt.[6][7]
- október 25. – Balaklavai csata[8]

### Határozatlan dátumú események
- Deák Ferenc Kehidáról Pestre költözik, és megkezdi a harcot az alkotmányos rend helyreállításáért.

## Az év témái

### 1854 a vasúti közlekedésben
- július 17. – Átadják a semmeringi vasútvonalat.

## Születések
- január 14. – Gelléri Mór, közgazdasági és ipartörténeti író († 1915)
- március 1. – Pecz Samu, építész († 1922)
- március 15. – Emil von Behring német bakteriológus, őt tekintik az immunológia megalapítójának († 1917)
- március 20. – Pecz Vilmos nyelvész, az MTA tagja († 1923)
- március 29. – Kulinyi Zsigmond, újságíró, lapszerkesztő († 1905)
- március 30. – Kövess Hermann, az Osztrák–Magyar Monarchia fegyveres erőinek utolsó főparancsnoka († 1924)
- május 1. – Kolossváry Dezső lovassági tábornok, miniszter († 1919)
- július 12. – George Eastman feltaláló, üzletember († 1932)
- július 21. – Albert Edelfelt svéd nemzetiségű, finn festőművész († 1905)
- július 26. – Horváth Ödön költő, író, irodalomtörténész, a Magyar Tudományos Akadémia tagja († 1931)
- augusztus 27. – Badics Ferenc irodalomtörténész, az MTA tagja († 1939)
- szeptember 1. – Engelbert Humperdinck, német zeneszerző († 1921)
- október 27. – Déri Miksa, mérnök, elektrotechnikus († 1938)
- október 28. – Tersztyánszky Károly magyar katonatiszt, császári és királyi vezérezredes, első világháborús hadvezér († 1921)
- október 30. – Rohr Ferenc erdélyi szász származású magyar katonatiszt, tábornok, 1913–14 között a magyar honvédség főparancsnoka, császári és királyi tábornagy (Feldmarschall), I. világháborús hadvezér († 1927)
- november 6. – John Philip Sousa, amerikai zeneszerző, karmester († 1932)
- november 8. – Johannes Robert Rydberg, svéd fizikus († 1919)
- november 13. – George Whitefield Chadwick, amerikai zeneszerző († 1931)
- november 21. – XV. Benedek pápa († 1922)[9]

## Halálozások
- január 18. – Sükei Károly, költő, újságíró, műfordító (* 1823)
- január 20. – Barra Imre, orvos (* 1799)
- február 1. – Landerer Lajos, nyomdász (* 1800)
- május 12. – Bernhard von Lindenau, német államférfi, jogász és csillagász (* 1779)
- április 22. – Nicolás Bravo, mexikói függetlenségi harcos, később három alkalommal rövid időre az ország elnöke (* 1786)
- május 22. – Alessandro Monti, olasz hazafi és katona (* 1818)
- június 16. – Keglevich Gábor, politikus, nagybirtokos, Nógrád vármegye főispánja, az MTA tagja (* 1784)
- június 29. – Kossuth Zsuzsanna, az 1848–49-es szabadságharcban a tábori kórházak főápolónője, Kossuth Lajos húga (* 1817)
- július 6. – Georg Simon Ohm, német fizikus és matematikus (* 1789)
- augusztus 9. – II. Frigyes Ágost szász király (* 1797)
- augusztus 13. – Gaston de Raousset-Boulbon francia kalandor, a Sonorai Francia Állam alapítója (* 1817)
- augusztus 20. – Friedrich Wilhelm Joseph Schelling, német filozófus (* 1775)
- augusztus 12. – Antal János, erdélyi református püspök (* 1767)
- szeptember 29. – Schodelné Klein Rozália, magyar színésznő (* 1811)
- november 4. – Batthyány Kázmér, politikus, miniszter (* 1807)
- november 21. – Blaschnek Sámuel Benjámin, magyar földmérő (* ismeretlen)
- november 25. – Birly Ede Flórián, magyar orvos, szülész, egyetemi tanár, királyi tanácsos (* 1787)
- november 30. – Gyulai Gaál Miklós, honvéd tábornok (* 1799)
- december 7. – Beöthy Ödön, Bihar vármegye főispánja (* 1796)
- december 8. – Mesterházy István, honvéd ezredes (* 1811)